# Marfleet
Marfleet – dzielnica w Kingston upon Hull, w Anglii, w East Riding of Yorkshire, w dystrykcie (unitary authority) Kingston upon Hull. W 2011 dzielnica liczyła 13 633 mieszkańców. Marfleet jest wspomniana w Domesday Book (1086) jako Mereflet/Mereflot.